# Moquegua
Moquegua è una città del Perù meridionale, capoluogo della regione omonima.
Sita nella valle di Moquegua, un'oasi nel territorio prevalentemente desertico della regione montuosa nella cordigliera delle Ande, Moquegua è una città che offre molte attrazioni turistiche. Tra le altre, la centrale Plaza de Armas progettata dall'architetto francese Gustave Eiffel, l'originale Casa del Regidor Perpetuo de la Ciudad del XVIII secolo, le numerose chiese di pregio artistico e gli scorci pittoreschi.